# Variable de control
El terme variable de control té diferents significats depenent de l'àrea on sigui usat. La variable de control és alguna cosa que és constant i roman sense canvis durant un experiment. Concretament, en un experiment científic, una variable de control és un factor controlat per l'investigador que no pot ser canviat durant el seu decurs perquè afecta les variables dependents i, en conseqüència, el resultat final de l'experiment. Per exemple, en la verificació experimental de la llei de Boyle, la temperatura s'ha de mantenir constant.

## Teoria de control
En la teoria de control, les variables de control són les variables que són una aportació al sistema de control. La proporció de reacció és la variable dependent i la resta que pot canviar la proporció de reacció s'ha de controlar (constant mantenida) de manera que només mesuri els efectes de concentració. Les variables que necessiten ser controlades en aquest cas inclouen temperatura, catalitzador, àrea de superfície de sòlids i pressió. Si no es controlen, compliquen l'experiment i per això, l'experiment és menys vàlid.

## Programació
En programació d'ordinadors, una variable de control és una variable de programa que és utilitzada per regular el flux de control del programa. Una variable correspon a una àrea reservada a la memòria principal de l'ordinador; poden ser de dos tipus de longituds:
- Fixa: quan la mida de la mateixa no varia al llarg de l'execució del programa. Totes les variables, siguin del tipus que siguin, tenen longitud fixa, excepte algunes excepcions, com les col·leccions d'altres variables (matrius) o les cadenes.
- Variable: quan la mida de la mateixa pot variar al llarg de l'execució. Típicament col·leccions de dades.